# كريمة الزبدة
كريمة الزبدة (بالإنجليزية: Buttercream)‏ الزبدة نوع من أنواع التغطية بالسكر أو الحشوة المستخدمة إما داخل الكعك أو كتغطية أو زخرفة.
يتم عمل الزبدة البسيطة عن طريق خلط (الزبدة، السمن النباتي، أو الزيت النباتي المهدرج) وسكر البودرة ثم نخلط جميع المقادير السابق ذكرها مع تقليبها حتى تتناسق، وعادة ما يستخدم ضعف كمية السكر مثل الزبدة حسب الوزن، ممكن أيضاً إضافة النكهات، على شكل مستخلصات وزيوت. تسمى بعض الوصفات بالكريمة أو جوامد الحليب الغير دهنية أو الطحين أو مسحوق الحلوى (سمن نباتي).
هناك نوعان من الزبدة: الإيطالية والسويسرية. يجب أن يتم تبريد السمن النباتي إلى درجة حراره الغرفة حتى لا تذوب الزبدة (التي تحتوي على نقطة انصهار متغيرة أقل من 35 درجة مئوية (95 قهرنهايت) ثم بعد ذلك يتم ضربها.
الزبدة الفرنسية المعروفة أيضاً باسم «زبدة بومبي» أو الزبدة الشائعة يتم صنعها من صفار البيض المخفوق ويتم إعداد الزبدة المستنبتة بالكاسترد بالضرب على كريمة المعجنات والزبدة الناعمة كما يمكن زيادة نسبة التحلية بإضافة السكر مع الحلويات الإضافية.

## معرض صور

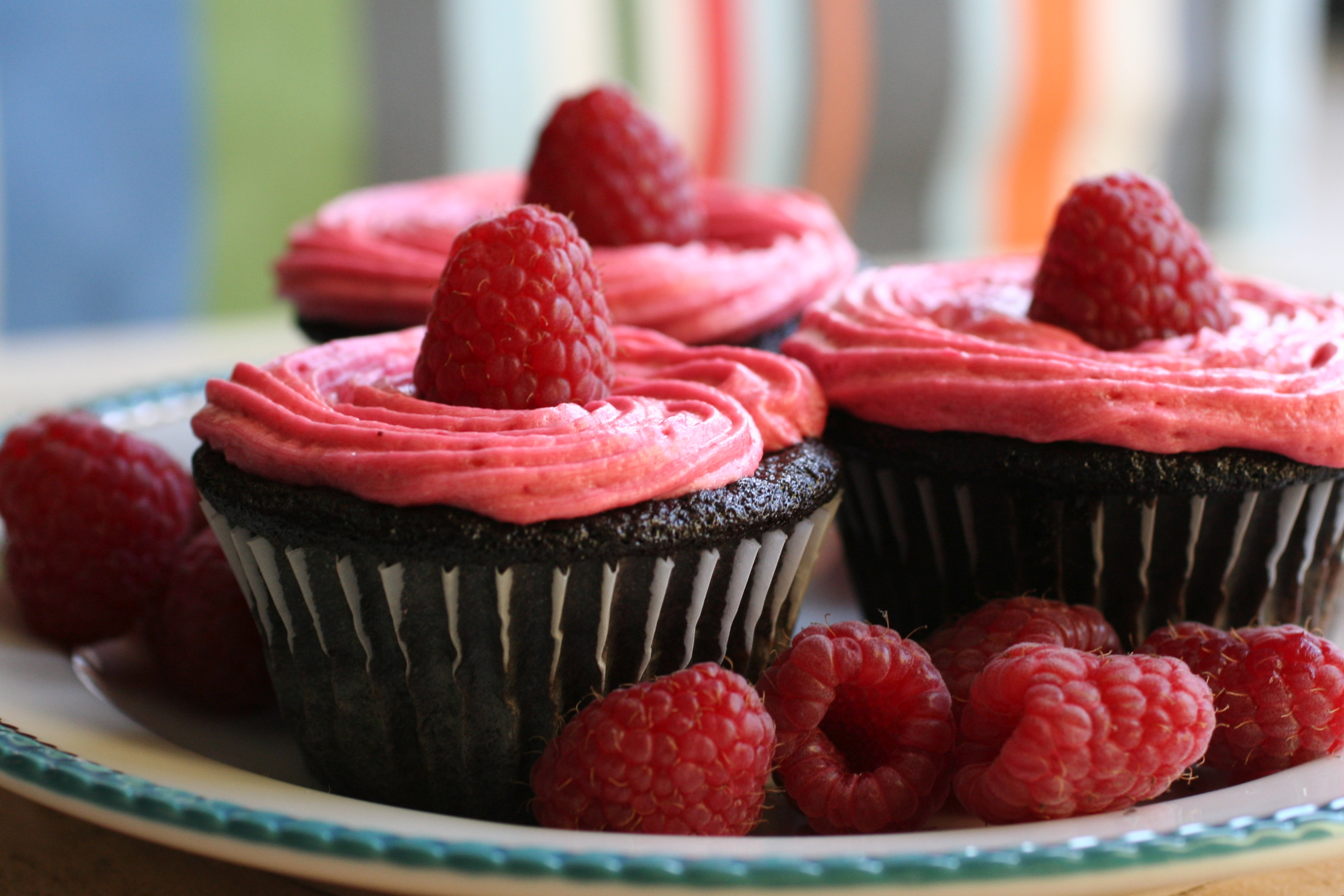
كاب كيك الشوكولاتة مُزينة بكريمة الزبدة بنكهة التوت.
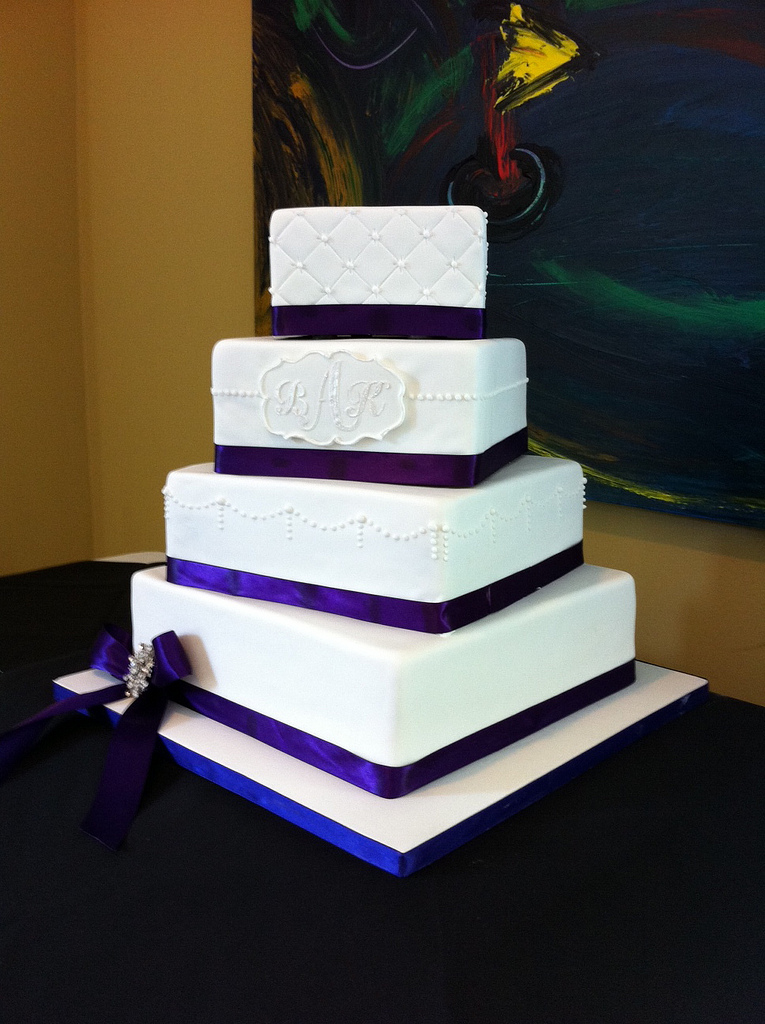
كعكة الزفاف بحشوة كريمة الزبدة المصنوعة من السمن النباتي السويسري ومكونات الأخرى.
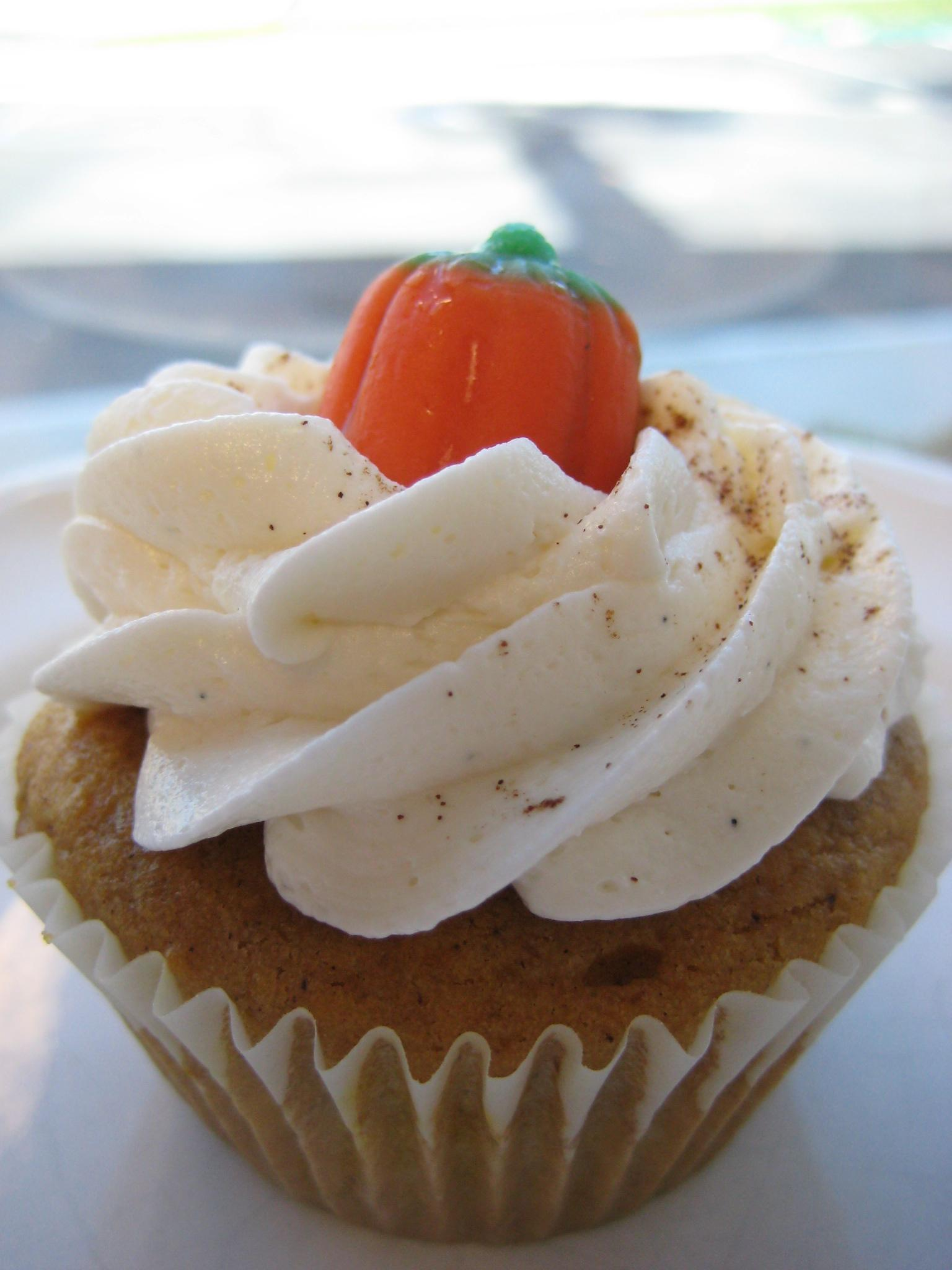
كب كيك اليقطين المحشو بالكراميل والمغطى بكريمة الجبن والزبدة
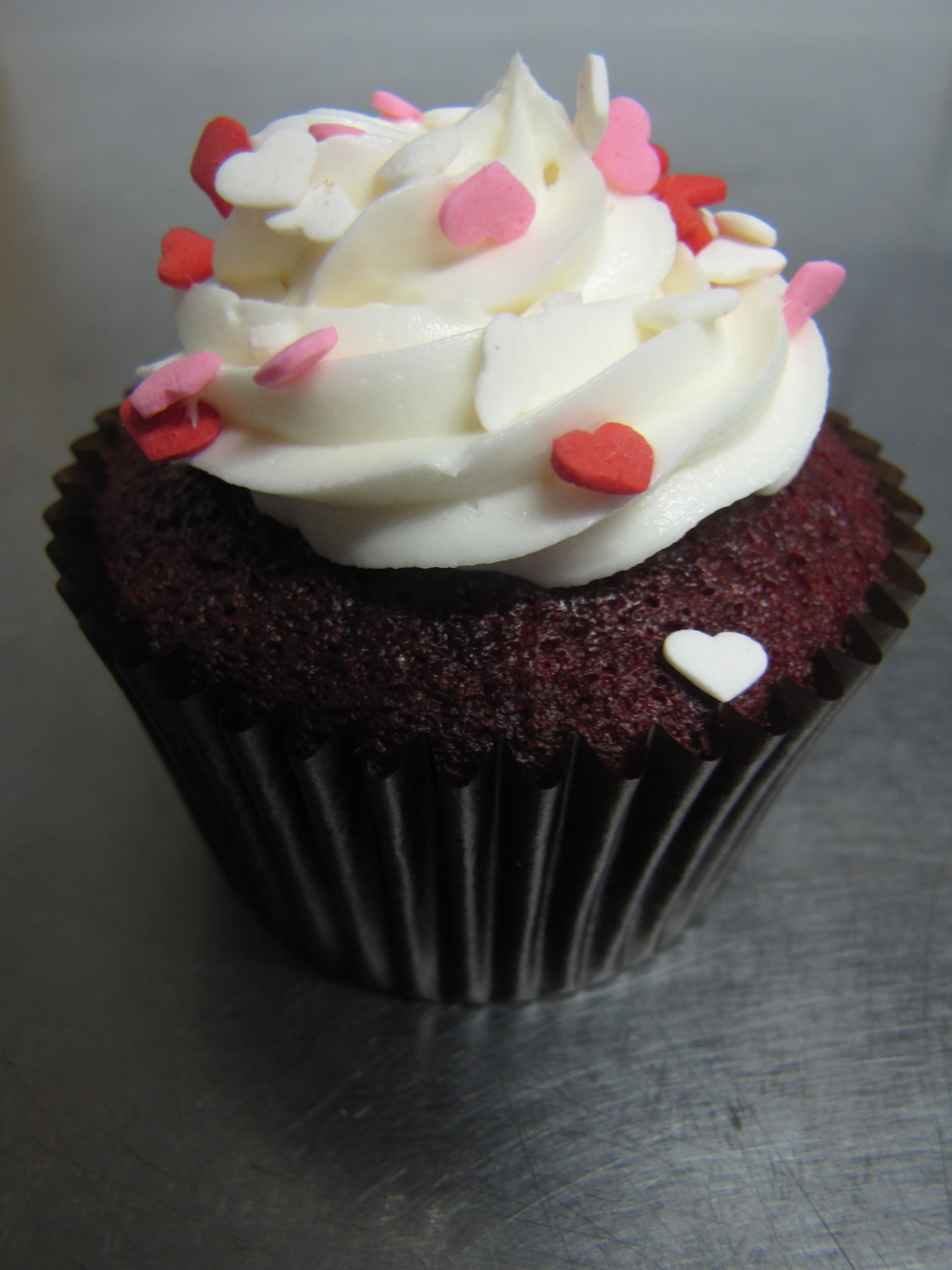
كاب كيك التوت البري مع شوكولاتة كريمة الزبدة ورشات على شكل قلب.
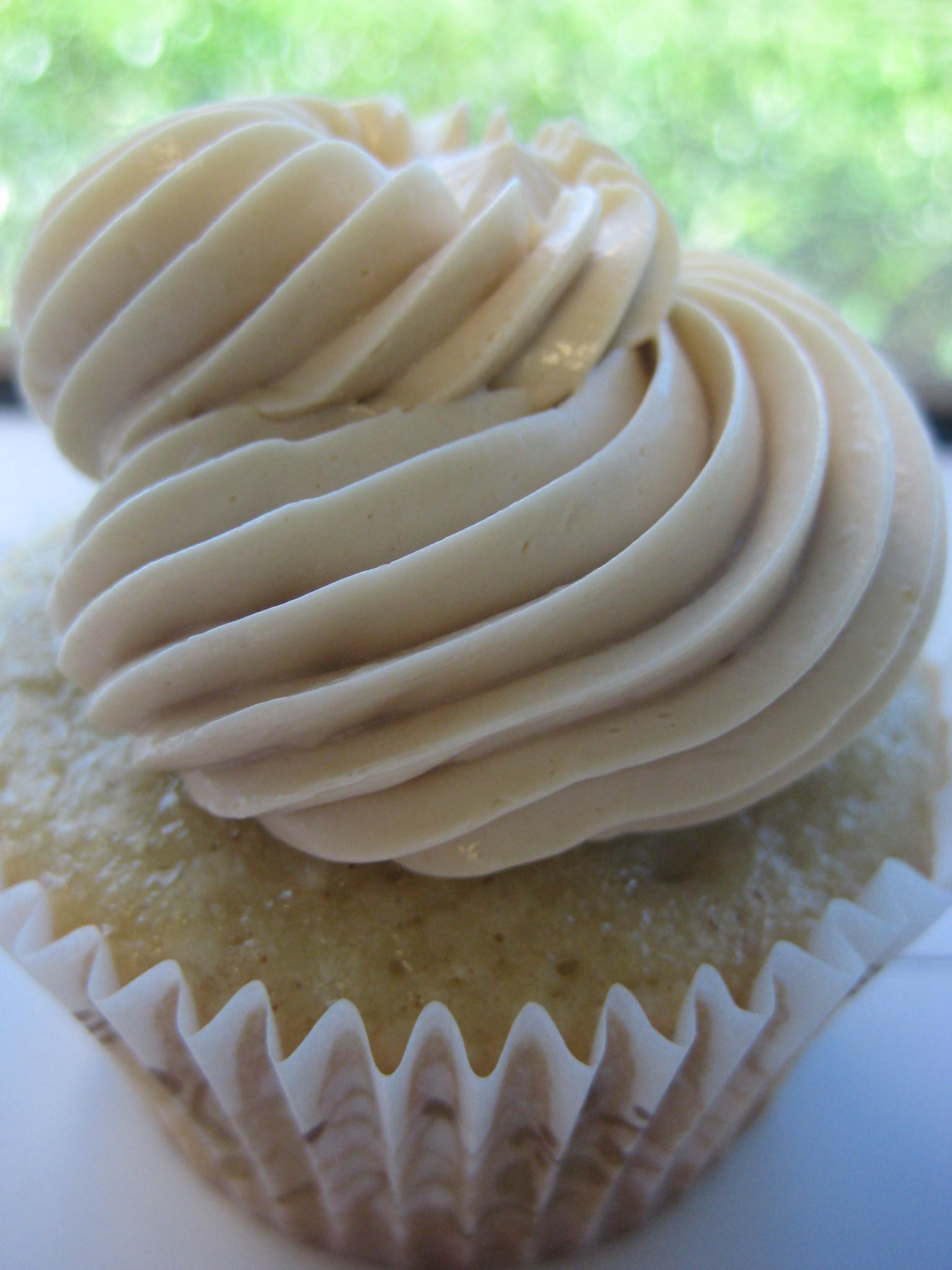
كب كيك جوز الهند مع كريمة الزبدة والسكر البني
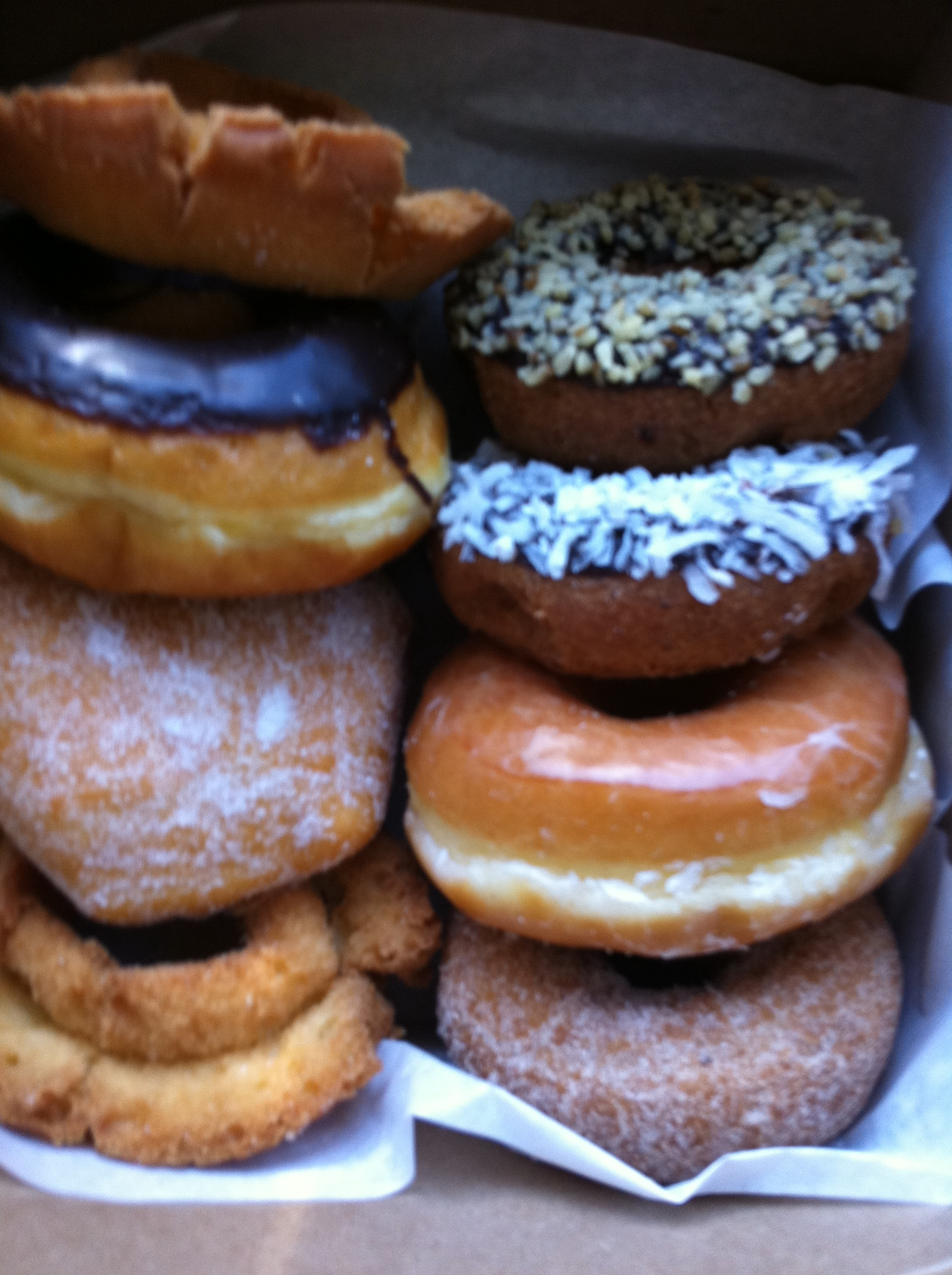
دونات بحشوة كريمة الزبدة.
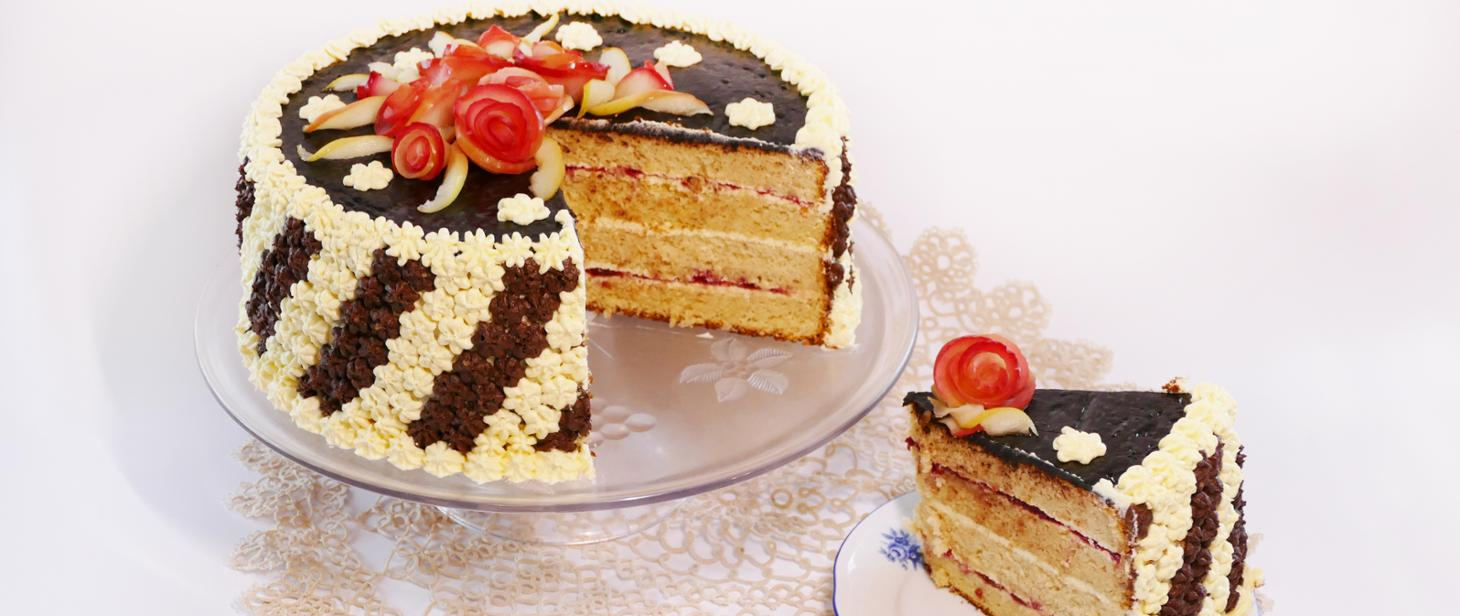
كعكة مع طبقات وحشوة وغطاء من كاسترد كريمة الزبدة.
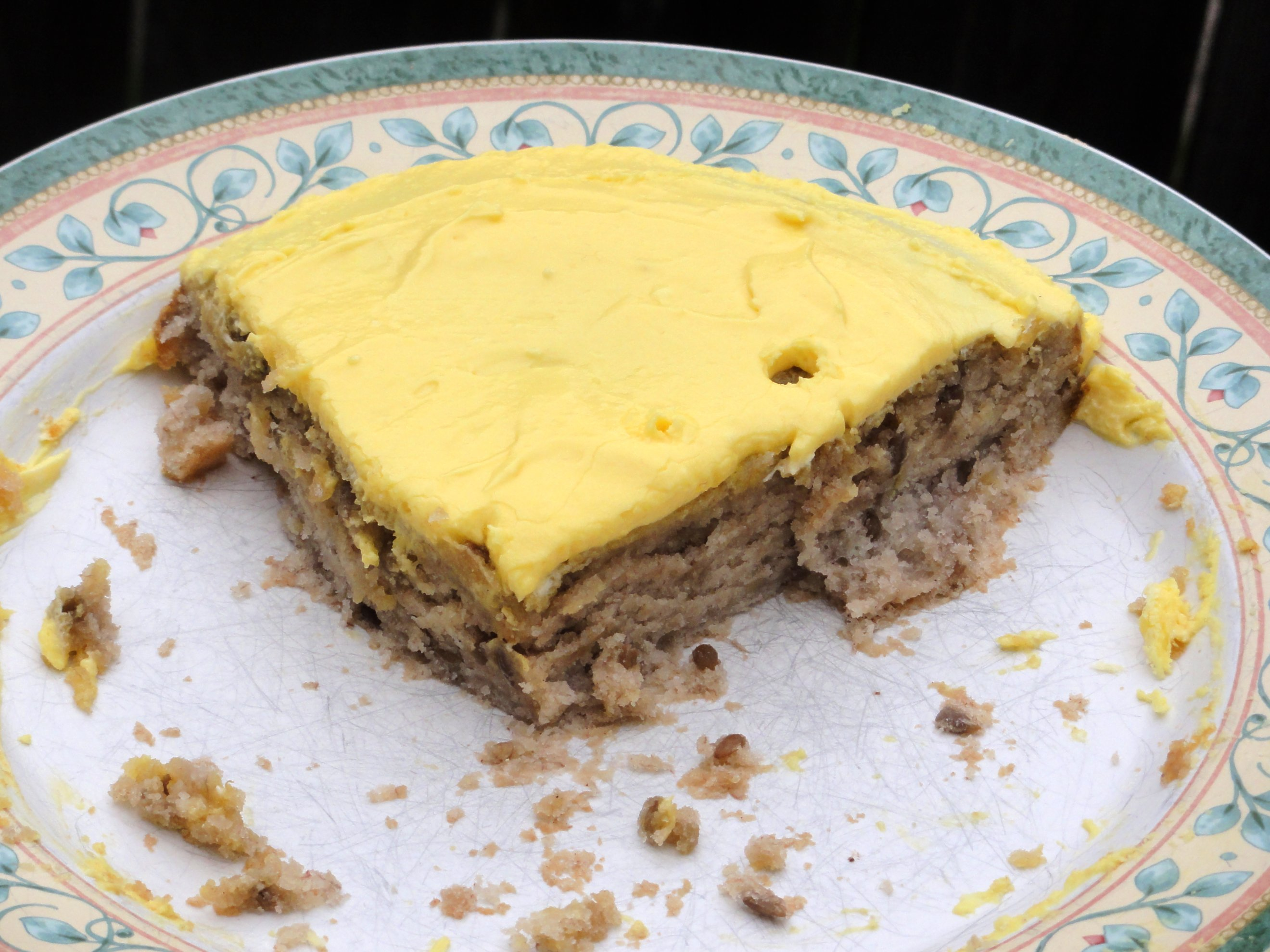
كعكة الشمس [الإنجليزية] مع طبقة كريمة الزبدة الصفراء
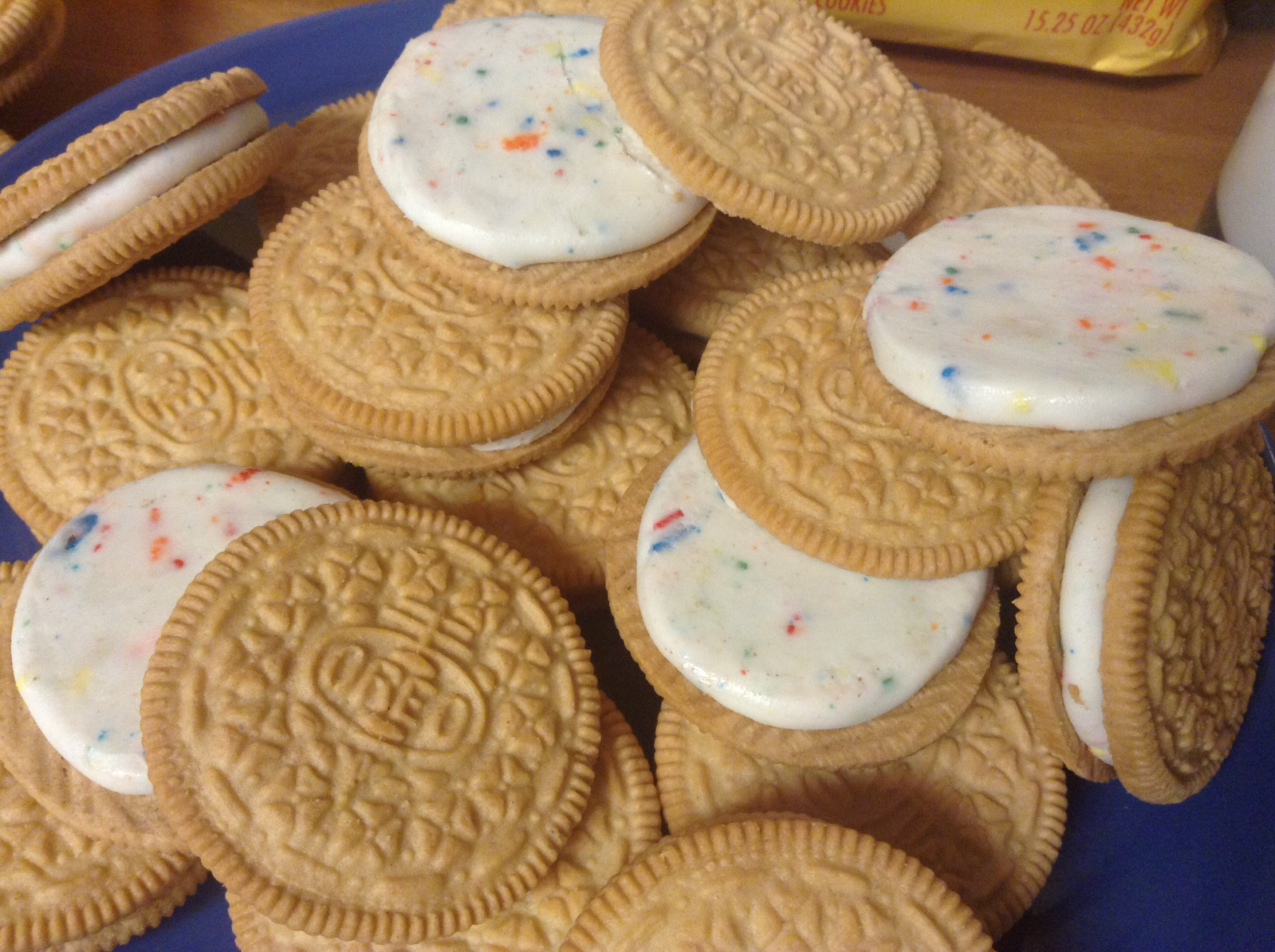
بسكويت أوريو بحشوة كريمة الزبدة.